# Günter Stemberger
Günter Stemberger (* 7. Dezember 1940 in Innsbruck) ist ein österreichischer Judaist.

## Leben
Nach seinem Studium der Katholischen Theologie und Judaistik in Österreich, Großbritannien, Frankreich und Italien wurde er 1967 in Innsbruck promoviert. Nach einem Jahr am Pontificio Istituto Biblico in Rom (1968) arbeitete Stemberger als Wissenschaftlicher Assistent an der Duke University in Durham (USA) und kehrte nach einem Forschungsaufenthalt in Israel 1972 nach Österreich zurück. Er arbeitete am Institut für Judaistik der Universität Wien, wo er sich 1974 für den Fachbereich Judaistik mit Spezialgebiet Judentum in der Antike habilitierte und 1977 zum ordentlichen Professor ernannt wurde. 2009 erfolgte seine Emeritierung. Von 1984 bis 1986 hielt er parallel Lehrveranstaltungen an der Universität zu Köln ab.
Stemberger ist korrespondierendes Mitglied der Österreichischen Akademie der Wissenschaften. 2005 erhielt der international renommierte Judaist die Ehrendoktorwürde der (Evangelisch-)Theologischen Fakultät der Universität Göttingen. 2010 erhielt er das Große Silberne Ehrenzeichen für Verdienste um die Republik Österreich, 2011 den Wilhelm-Hartel-Preis der Österreichischen Akademie der Wissenschaften. 2015 würdigte die Philosophische Fakultät der Universität Potsdam sein Lebenswerk mit dem Ehrendoktor, ebenso 2017 die Universität Tel Aviv sowie 2021 die Fakultät für Katholische Theologie der Universität Regensburg.

## Schriften
- Das klassische Judentum. Kultur und Geschichte der rabbinischen Zeit. Beck, München 1979; vollständig bearbeitete und aktualisierte Auflage 2009, ISBN 978-3-406-58403-9.
- Der Talmud: Einführung, Texte, Erläuterungen. Beck, München 1982; 4. Auflage 2008, ISBN 978-3-406-08354-9.
- mit Hermann L. Strack: Einleitung in Talmud und Midrasch. 7. Auflage. Beck, München 1982 (vorher von Strack alleine); 8., neubearbeitete Auflage 1992 (erstmals ohne Strack); 9., vollständig neubearbeitete Auflage 2011, ISBN 978-3-406-62289-2.
- Die römische Herrschaft im Urteil der Juden. Wissenschaftliche Buchgesellschaft, Darmstadt 1983, ISBN 3-534-09228-7.
- Studien zum rabbinischen Judentum. Katholisches Bibelwerk, Stuttgart 1990, ISBN 3-460-06101-4.
- Pharisäer, Sadduzäer, Essener. Katholisches Bibelwerk, Stuttgart 1991; überarbeitete Neuauflage 2013, ISBN 978-3-460-30030-9.
- Jüdische Religion. Beck, München 1995; 6. Auflage 2009, ISBN 978-3-406-45003-7.
- Einführung in die Judaistik. Beck, München 2002, ISBN 3-406-49333-5.
- (als Übersetzer und Herausgeber) Mekhilta de-Rabbi Jishma'el. Ein früher Midrasch zum Buch Exodus. Verlag der Weltreligionen, Berlin 2010, ISBN 978-3-458-70027-2.
- Judaica Minora. 2 Bände. Mohr Siebeck, Tübingen 2010, ISBN 978-3-16-150403-7, ISBN 978-3-16-150571-3.

## Auszeichnungen
- 2010: Großes Silbernes Ehrenzeichen für Verdienste um die Republik Österreich[2]
- 2011: Wilhelm-Hartel-Preis der Österreichischen Akademie der Wissenschaften